# Йулчи-бек
Йулчи-бек (тадж. Йулчи бек) — кокандский военачальник цыганского происхождения. Сторонник Худояр-хана.

## Биография
В 1852 году начальником, точнее пятисотником (пансад) отряд цыган стал Йулчи-бек.
В 1862 году отряд Йулчи-бека был разгромлен Алымкулом и Шадман-ходжой во время гражданской войны в Кокандском ханстве.